# Jayne Torvill
Jayne Torvill (n. 7 octombrie 1957, Nottingham, Anglia, Regatul Unit) este o patinatoare artistică ce a reprezentat Regatul Unit al Marii Britanii și al Irlandei de Nord, medaliată olimpică. A participat la 3 ediții ale Jocurilor Olimpice (1980, 1984, 1994) în care a câștigat o medalie de bronz.